# Złuszczanie naskórka
Złuszczanie naskórka, inaczej peeling, eksfoliacja, abrazja, ablacja – zabieg stosowany w kosmetyce i dermatologii, polegający na usunięciu martwych komórek naskórka.  Zabieg ma na celu poprawę wyglądu i stanu skóry, poprzez spłycenie drobnych zmarszczek oraz rozjaśnienie przebarwień. Peeling stosowany jest także w kuracji przeciwtrądzikowej oraz po zabiegu depilacji w celu zapobiegania wrastania włosów w skórę.
W zależności od metody złuszczania, peeling dzieli się na mechaniczny, chemiczny lub fizyczny. Ze względu na głębokość usuwanych warstw naskórka wyróżnia się natomiast peeling bardzo powierzchowny, powierzchowny, średniogłęboki i głęboki. 
Peelingi są dostępne w różnych formach: drobnoziarniste, gruboziarniste i enzymatyczne. Peeling drobnoziarnisty posiada niewielkie drobinki ścierające, które składają się zazwyczaj z cukru, soli lub zmielonych pestek owoców. Peeling gruboziarnisty zawiera większe drobiny ścierające. Peeling enzymatyczny zawiera enzymy roślinne, które rozpuszczają martwy naskórek.
Słowem peeling określa się także ogólnodostępne środki kosmetyczne służące do złuszczania naskórka. Kosmetyki te w swoim składzie zawierają enzymy rozpuszczające martwy naskórek np. Papaina albo substancje ścierne (drobinki) takie jak np. sproszkowane łupiny orzecha włoskiego.

## Przeciwwskazania do wykonywania peelingów
- opryszczka,
- stany zapalne skóry,
- zakażenia wirusowe, grzybicze, czy bakteryjne,
- uszkodzona ciągłość skóry w obszarze poddanym zabiegowi,
- trądzik różowaty,
- liczne znamiona,
- alergia na środek złuszczający lub jakikolwiek jego składnik.

Złuszczaniu chemicznemu oraz peelingowi kawitacyjnemu
nie powinny poddawać się kobiety w ciąży i karmiące piersią.